# ヨハネス・フィビゲル
ヨハネス・フィビゲル（Johannes Andreas Grib Fibiger、1867年4月23日 - 1928年1月30日）はデンマークの病理学者。英語読みの「ヨハネス・フィビガー」と表記する資料もある。1926年にノーベル生理学・医学賞を受賞した。

## 生涯
デンマーク中部オーフス県のシルケボア（Silkeborg）に生まれる。コペンハーゲン大学医学部を1890年に卒業後、ベルリンに留学し、ロベルト・コッホやベーリングについて細菌学を学ぶ。1900年、デンマークに戻りコペンハーゲン大学病理解剖学教授に就任、1926年には総長となった。ノーベル生理学医学賞を受賞したのも同年である。1928年コペンハーゲンで死去。

## 研究
フィビゲルは1907年にネズミの胃癌を比較研究している際、線虫の一種 Spiroptera carcinoma を発見した。この線虫はネズミのえさとなっていたゴキブリを宿主として広く分布しているものであった。胃に異常が認められないネズミに線虫が寄生したゴキブリを与えると、高い確率で胃癌を発生することを確認した。フィビゲルは1913年、世界で最初に人工的にがんを作り出したことになる。ついでネコに寄生する条虫を用いて、ネズミに肝臓肉腫を起こすことにも成功した。
当時はウィルヒョーの反復刺激説が議論されており、フィビゲルの仕事はウィルヒョー説の有力な証拠とされた。しかし1952年アメリカミネソタ大学のヒッチコックとベルは、ビタミンA欠乏症のラットに線虫が感染した場合にフィビゲルの報告したような病変がおこることを報告し、さらにフィビゲルの診断基準に問題があり、フィビゲルが使った標本を見直しても、ヒッチコックら自身の実験の標本でも、悪性腫瘍の像はないことを証明した。
現在、フィビゲルがノーベル賞を受賞した寄生虫発癌説は、誤りであったと考えられている。
この点に関し、1926年の生理学・医学賞選考過程を調査した2004年の文書では以下のように述べられている。今日、フィビゲルのノーベル賞が誤りだったと結論するのは簡単だが、歴史的に見て妥当ではない。その時代においては、一般的な知識に基づいた正当なものである。1920年から1930年の間の癌研究の状況を分析すれば、なぜフィビゲルが受賞したのかを理解するのは難しいことではない。フィビゲルは誤ったが、時間だけがそれを指摘することを可能にした。これは科学研究と発見について同時代の判断が難しいことを物語っている。フィビゲルの受賞を強く推薦したスウェーデン人学者フォルケ・ヘンシェン（Folke Henschen、1881 - 1977）は、過去にフィビゲルを推薦するなど交友関係があり、批判精神にやや欠けていた面があった。